# Събрание на Северна Македония
Събранието на Северна Македония (на македонска литературна норма: Собрание на Северна Македонија) е представителен орган на гражданите и представлява законодателната власт в страната. Събранието има еднокамерен състав и според Конституцията на Северна Македония може да бъде съставено от 120 до 140 депутати, но в досегашните парламенти са избирани по 120 депутати, а по изключение през 2011 – 2016 – 123 депутати. Народните представители се избират на общи и преки избори след тайно гласуване. Мандатът на народните представители трае четири години и те не могат да бъдат отзовавани преди той да изтече.
Организацията и функционирането на Събранието се урежда от Конституцията на Северна Македония и Правилника на Събранието.
Събранието заседава в Скопие.

## Правомощия
Според член 68 от Конституцията Събранието на Северна Македония има следните правомощия:
- да приема и изменя Конституцията на Северна Македония;
- да приема закони и дава автентично тълкуване на законите;
- да утвърждава обществените поръчки;
- да приема държавния бюджет;
- да приема териториален план на Републиката;
- да ратифицира международни договори;
- да взема решения за влизане във война и сключване на мир;
- да приема решения за промяна на границите на Републиката;
- да приема решения за влизане или излизане на страната в съюзи или общности с други държави;
- да насрочва референдум;
- да отговаря за резервите на Републиката;
- да основава съвети;
- да избира Правителство на Северна Македония;
- да избира съдии на Конституционния съд на Северна Македония;
- да извършва избор на съдии;
- да насрочва избори, именува и разрешава на други носители на обществени и други функции, утвърдени с Конституцията и със закон;
- да извършва политически контрол и надзор над Правителството и над други носители на обществени функции, които са отговорни пред Събранието;
- да дава амнистия и
- да извършва и други работи, утвърдени от Конституцията.[1]

Събранието се отчита за извършената от него работа в сферата на правомощията, които има, като излиза с решения, декларации, резолюции, препоръки и заключения.

## Председатели на Събранието на Република Македония
След независимостта на страната длъжността председател на Събранието на Република Македония са заемали:
- Стоян Андов (8 януари 1991 – 6 март 1996)
- Тито Петковски (6 март 1996 – 19 ноември 1998)
- Саво Климовски (19 ноември 1998 – 30 ноември 2000)
- Стоян Андов (30 ноември 2000 – 4 октомври 2002)
- Никола Поповски (4 октомври 2002 – 8 ноември 2003)
- Любчо Йордановски (18 ноември 2003 – 2 август 2006)
- Любиша Георгиевски (2 август 2006 – 21 юни 2008)
- Трайко Веляновски (21 юни 2008 – 27 април 2017)
- Талат Джафери (27 април 2017 – 26 януари 2024)
- Йован Митрески[2] (26 януари 2024 – 28 май 2024)
- Арфим Гаши (28 май 2024 – понастоящем)

## История на сградата на парламента
Сградата на Събранието на Република Македония е един от най-монументалните градежи в страната, за който през 1930 година е проведен конкурс за проектиране (на който побеждава архитект Виктор Лукомски), и е изградена през 1938 година по проект на чешкия архитект Виктор Худак. Архитектурата на сградата има модерна за времето си концепция, със специфично масивно разиграно пространство и присъствие на чисти фасадни елементи. Има формата на петоъгълник с вътрешен двор със зала. Одобрената фасадна декорация е с геометрично съдържание. От вградените орнаментални елементи, най-интересната част представляват кабинетите и интериорът, проектирани от Д. Инкриостри (1935 – 1937) в резбован стил – „Резбованата зала“, с комплетно облицоване на стените с дърво, разделени на геометрически полета, които са аплицирани с различни резбовани геометрични, растителни и животински мотиви, вдъхновени от народната култура и традиция. Изработването на тази декорация е била възложена на Глиша Костовски – резбар от Тетово.
Сградата е въведена в експлоатация през 1939 година като главна сграда на тогавашната сръбска местна управа.
След 1944 година в сградата се помещава целокупната администрация на македонската народна власт: „Председателят на Демократическа република Македония“, „Народното Събрание“, „Правителството“ и „Конституционния съд“.
След катастрофалното земетресение, разлюляло Скопие през 1963 година, сградата на Събранието е повредена, след което са предприети големи възстановителни работи по нейното саниране и реконструкция.
След обявяването на независимостта на Република Македония през 1991 година, в част от първия етаж на сградата е поместен и кабинетът на министър-председателя на страната.
Сградата на Събранието разполага със заседателни зали, с кабинети на президента на Република Македония, на председателя на Събранието, на заместник-председателите, на председателите на комисиите, на координаторите на парламентарите групи, на генералния секретар на Събранието и неговите заместници, както и на ръководителите на специалните служби.
През 2004 година е отворена стая-музей по повод 60-годишнината на Първото заседание на АСНОМ.